# Camuffamento Dazzle

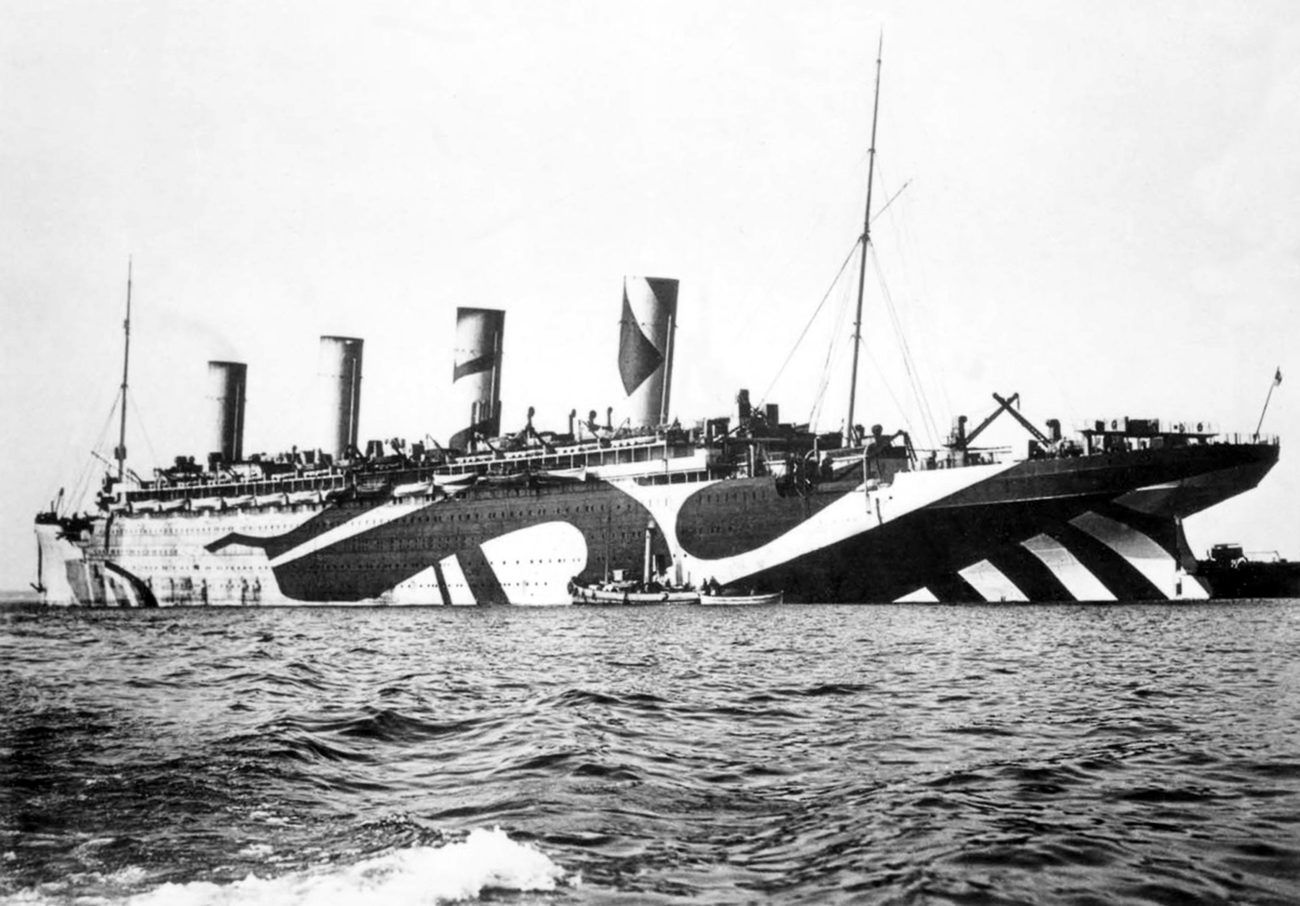
Camuffamento Dazzle sulla HMT Olympic, 1917

Il camuffamento Dazzle, altrimenti conosciuto come Razzle Dazzle o Motivo Dazzle, fu un sistema di camuffamento ad uso navale utilizzato estensivamente nella prima guerra mondiale e in minor misura anche nella seconda. Accreditato all'artista Norman Wilkinson (1878–1971), consiste in un complesso di righe e disegni geometrici contrastanti che s'interrompono e s'intersecano. 
Diversamente dalle altre forme di camuffamento, il Dazzle non nasconde, bensì confonde l'osservatore rendendo difficile da stimare la distanza, la velocità e la grandezza dell'oggetto. Norman Wilkinson spiegò, nel 1919, che il Dazzle era inteso proprio per confondere il nemico rendendo più difficile ai sommergibili il siluramento delle navi britanniche.
Una delle più famose navi ad utilizzare tale colorazione fu l'Olympic (che in tempi di pace era il transatlantico gemello del famoso e sfortunato Titanic), tra il 1917 ed il 1918; essa fu l'unica nave a riuscire, tra l'altro, ad affondare un sommergibile, il SM U-103 della Kaiserliche Marine.

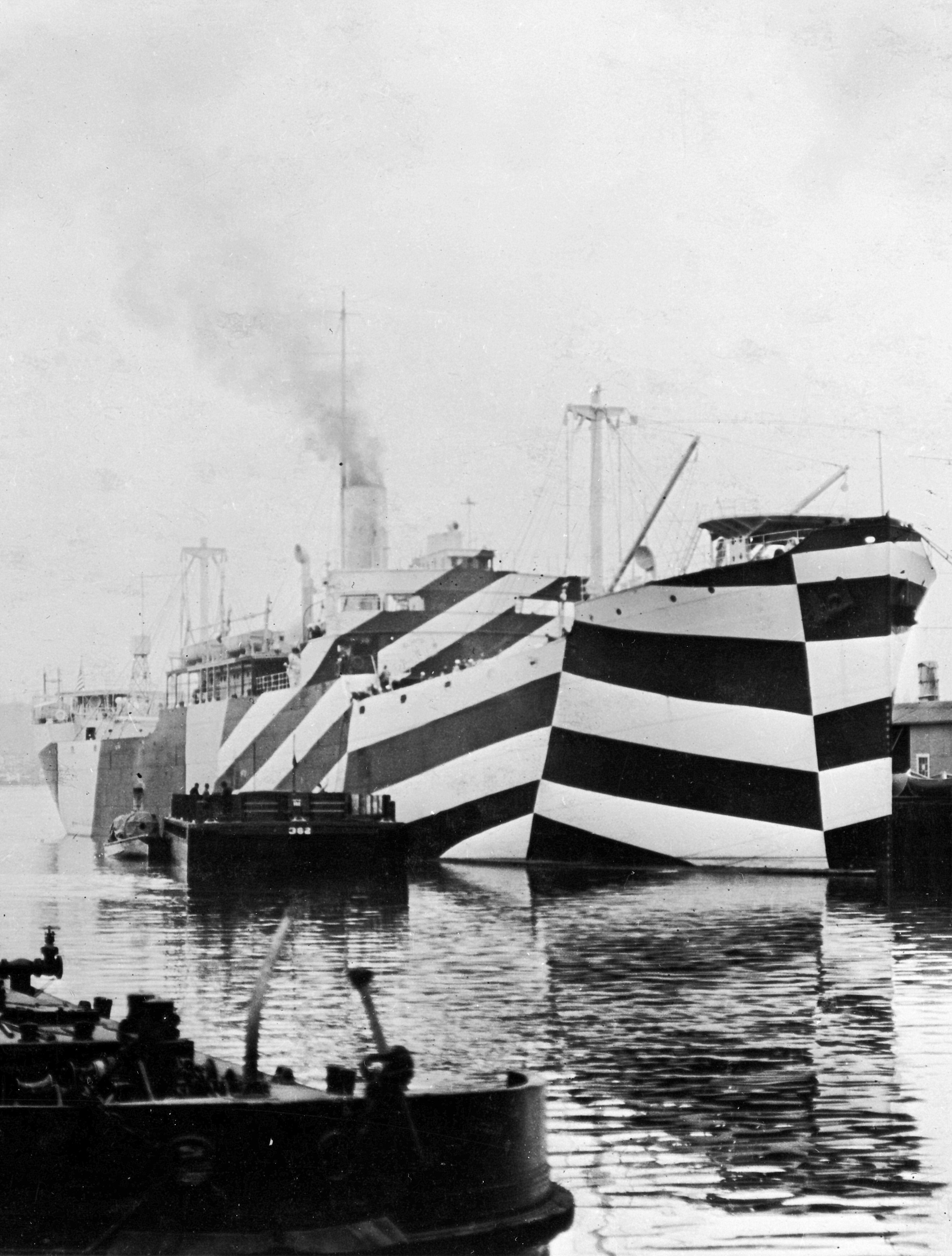
Camuffamento Dazzle sulla USS West Mahomet, 1918

Il Dazzle venne adottato dall'ammiragliato britannico e dalla marina militare statunitense previa una piccola valutazione del sistema. Alcune navi così dipinte vennero identificate in classi per via dei loro motivi sempre uguali, così si provarono vari disegni per confondere sempre più il nemico. Capire se un disegno Dazzle è efficace o meno dipende da vari fattori non misurabili, quindi non esiste, al momento, un camuffamento Dazzle praticamente perfetto.

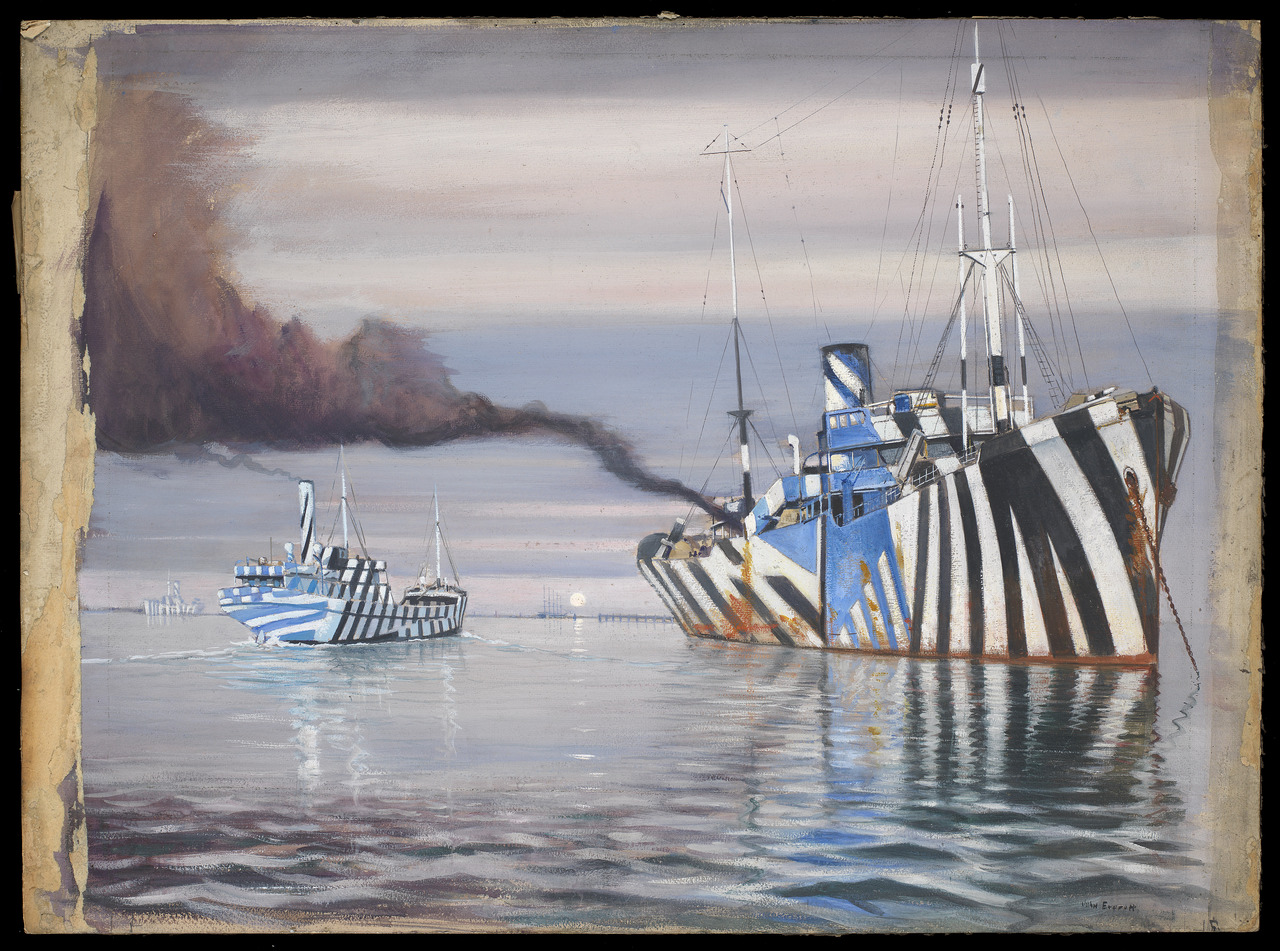
La USS Leviathan scortata dalla USS Allen in un dipinto di Burnell Poole del 1918

 Questa tecnica attirò moltissimi artisti, come Pablo Picasso, il quale affermava che il camuffamento Dazzle fosse opera dei Cubisti. 

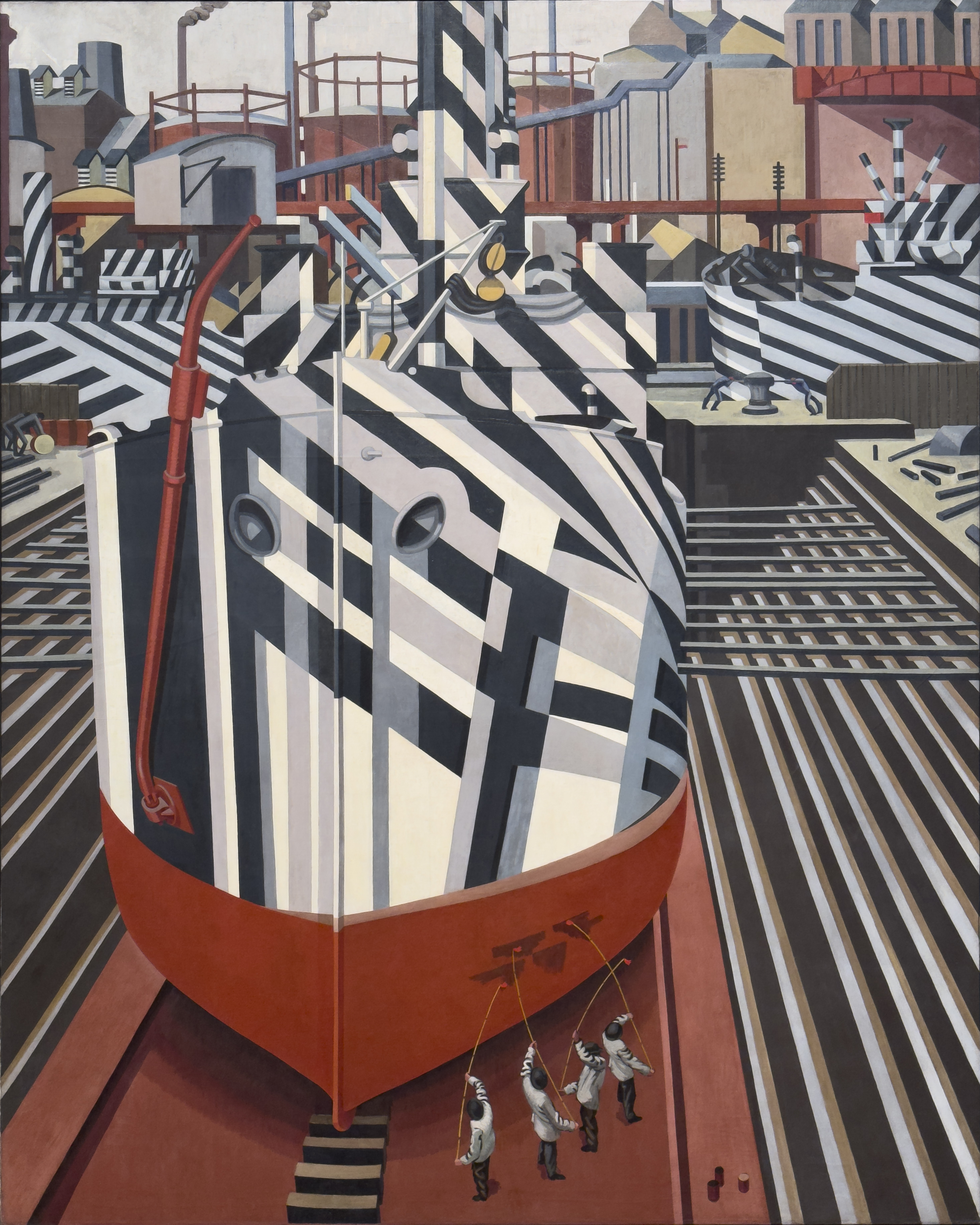
Edward Wadsworth, Dazzle-ships in Drydock at Liverpool, 1919, Ottawa, National Gallery of Canada

Il pittore Edward Wadsworth, che supervisionò il camuffamento di oltre 2000 navi durante la Grande Guerra, dipinse numerose navi con motivo Dazzle.

## Scopo del camuffamento Dazzle
A prima vista il Dazzle può apparire come un'inusuale forma di camuffamento che tende più ad attirare attenzione sulla nave piuttosto che nasconderla ad eventuali attacchi. Questo tipo di approccio venne attuato nel momento in cui le forze navali degli Alleati non erano in grado di nascondersi con efficacia in diverse condizioni meteorologiche. Lo zoologo inglese John Graham Kerr, in una lettera a Winston Churchill,  propose un tipo di camuffamento basato sul mimetismo disruptivo (tipico di alcuni animali come le giraffe o le zebre), il cui obiettivo era quello di confondere, non tanto nascondere, la nave interrompendone e alterandone le linee. Prendendo come spunto la zebra, Kerr propose che le linee verticali dell'albero della nave venissero interrotte da bande di colore bianco, rendendo le navi meno visibili e aumentando di molto la difficoltà di finire sotto bersaglio nemico. Nella medesima lettera Kerr parlò altresì di controilluminazione, che consiste nell'uso del colore per nascondere e confondere la propria ombra al fine di appiattire e nascondere la massa di un corpo; propose, ad esempio, di dipingere i cannoni delle navi dal grigio sull'apice al bianco sulla base, in modo tale che le armi sparissero contro lo sfondo grigio delle imbarcazioni. Allo stesso modo suggerì di dipingere le parti solitamente in ombra delle navi di bianco e quelle esposte alla luce di grigio, mantenendo sempre un grado di transizione tra i vari colori. Gli obiettivi di Kerr consistevano principalmente nel ridurre il più possibile l'avvistamento delle navi ed allo stesso tempo di massimizzare la difficoltà di un'eventuale mira nemica.
Nonostante ciò, comunque, l'ammiragliato britannico rimase scettico riguardo alle teorie di Kerr, decidendo, dopo aver affermato di aver condotto diversi esperimenti, di dipingere le proprie navi completamente di grigio.